# Hrvatski judo savez
Hrvatski judo savez je hrvatska krovna judo organizacija.
Međunarodni naziv za Hrvatski judo savez je Croatian judo federation.
Osnovan je 1. rujna 1951. godine u Zagrebu kao Džudo-savez Hrvatske.
Član je Međunarodne judo federacije (International Judo Federation (IJF)) i Europske judo unije (European Judo Union (EJU)) od 4. travnja 1992. godine.
Sjedište saveza je na Trgu Krešimira Ćosića 11 u Zagrebu.

## Olimpijske igre
Najbolji rezultat je 1. mjesto, koje je u kategoriji do 70 kilograma osvojila Barbara Matić na ljetnim olimpijskim igrama u Parizu 2024. godine. Prije toga, najbolji je ostvareni rezultat bio 4. mjesto.[nedostaje izvor]

## Svjetsko prvenstvo
nakon 2023.

### Pojedinačno
Italic - hrvatski sportaši koji su medalje osvajali za Jugoslaviju
| Randori | Randori       | Randori | Randori | Randori | Randori |
| #       | Judoka        | Zlato   | Srebro  | Bronca  | Ukupno  |
| ------- | ------------- | ------- | ------- | ------- | ------- |
| 1       | Barbara Matić | 2       | 0       | 1       | 3       |
| 2       | Lara Cvjetko  | 0       | 1       | 0       | 1       |
| 3       | Vojo Vujević  | 0       | 0       | 1       | 1       |

| Kata | Kata   | Kata  | Kata   | Kata   | Kata   |
| #    | Judoka | Zlato | Srebro | Bronca | Ukupno |
| ---- | ------ | ----- | ------ | ------ | ------ |
| 1    |        | 0     | 0      | 0      |        |

## Europsko prvenstvo
nakon 2022.
| Medalje | Randori | Randori | Randori | Randori | Randori | Kata | Kata | Kata | Kata   | Ukupno |
| ------- | ------- | ------- | ------- | ------- | ------- | ---- | ---- | ---- | ------ | ------ |
| Medalje | M       | Ž       | ekipno  | ekipno  | ekipno  | M    | Ž    | Mix  | ekipno | Ukupno |
| Medalje | M       | Ž       | M       | Ž       | Mix     | M    | Ž    | Mix  | ekipno | Ukupno |
| Zlato   | 1       | 0       | /       | 0       | /       | /    | 0    | 0    | 1      | 2      |
| Srebro  | 3       | 0       | /       | 0       | /       | /    | 0    | 0    | 0      | 3      |
| Bronca  | 3       | 6       | /       | 1       | /       | /    | 2    | 1    | 0      | 13     |

randori (hrv. slobodna vježba, sparing) se odnosi na borbe, a kata na forme (izvode se u paru)
Italic - hrvatski sportaši koji su medalje osvajali za Jugoslaviju; njihove ekipne medalje ne navode se u gornjoj tablici

### Pojedinačno
| # |
| - |
| 1 |
| 2 |
| 3 |
| 4 |

| Randori                                                                               | Randori | Randori | Randori | Randori |
| Judoka                                                                                | Zlato   | Srebro  | Bronca  | Ukupno  |
| ------------------------------------------------------------------------------------- | ------- | ------- | ------- | ------- |
| Goran Žuvela                                                                          | 1       | 0       | 1       | 2       |
| Radovan Krajnović, Tomislav Marijanović, Mladen Mastela                               | 0       | 1       | 0       | 1       |
| Barbara Matić                                                                         | 0       | 0       | 3       | 3       |
| Dominik Družeta, Marijana Mišković, Karla Prodan, Ana Viktorija Puljiz, Dimitar Šijan | 0       | 0       | 1       | 1       |

| # |
| - |
| 1 |
| 2 |
| 3 |
| 4 |

| Randori                                                                               | Randori | Randori | Randori | Randori |
| Judoka                                                                                | Zlato   | Srebro  | Bronca  | Ukupno  |
| ------------------------------------------------------------------------------------- | ------- | ------- | ------- | ------- |
| Goran Žuvela                                                                          | 1       | 0       | 1       | 2       |
| Radovan Krajnović, Tomislav Marijanović, Mladen Mastela                               | 0       | 1       | 0       | 1       |
| Barbara Matić                                                                         | 0       | 0       | 3       | 3       |
| Dominik Družeta, Marijana Mišković, Karla Prodan, Ana Viktorija Puljiz, Dimitar Šijan | 0       | 0       | 1       | 1       |

| Kata | Kata                       | Kata  | Kata   | Kata   | Kata   |
| #    | Judoka                     | Zlato | Srebro | Bronca | Ukupno |
| ---- | -------------------------- | ----- | ------ | ------ | ------ |
| 1    | Katia Žunić, Lucija Žunić  | 0     | 0      | 2      | 2      |
| 2    | Zoran Grba, Sandra Uršičić | 0     | 0      | 1      | 1      |

### Ekipno
| Randori                                                                     | Randori | Randori | Randori | Randori |
| Judoka                                                                      | Zlato   | Srebro  | Bronca  | Ukupno  |
| --------------------------------------------------------------------------- | ------- | ------- | ------- | ------- |
| Goran Žuvela                                                                | 0       | 0       | 2       | 2       |
| Barbara Matić, Marijana Mišković, Tena Šikić, Ivana Šutalo, Tihea Topolovec | 0       | 0       | 1       | 1       |

| Kata                                                                                  | Kata  | Kata   | Kata   | Kata   |
| Judoka                                                                                | Zlato | Srebro | Bronca | Ukupno |
| ------------------------------------------------------------------------------------- | ----- | ------ | ------ | ------ |
| Sara Matijević, Dominik Matijević, Luka Katić, Ivan Katić, Ivan Eldić, Adrian Hranjec | 1     | 0      | 0      | 1      |

## Europske igre

### Pojedinačno
| # |
| - |
| 1 |

| Randori       | Randori | Randori | Randori | Randori |
| Judoka        | Zlato   | Srebro  | Bronca  | Ukupno  |
| ------------- | ------- | ------- | ------- | ------- |
| Barbara Matić | 0       | 0       | 1       | 1       |

## Svjetska judo serija
IJF World Series, prije World Judo Tour; Sastoji se od Grand Slam (GS) i Grand Prix (GP) turnira, 1 Masters (M) turnira i 1 Continental Open turnira.
|   | Judoka               | Pobjede | Postolja |
| - | -------------------- | ------- | -------- |
| Ž | Barbara Matić        | 3       | 10       |
| M | Tomislav Marijanović | 1       | 3        |
| Ž | Marijana Mišković    | 1       | 3        |

|   | Judoka        | Pobjede | Postolja |
| - | ------------- | ------- | -------- |
| M | [[]]          |         |          |
| Ž | Barbara Matić | 0       | 1        |

## Svjetska judo kata serija
IJF Kata World Series; organizira se od 2025.(?)

## Svjetska judo ljestvica (IJF WRL) - #1
Broj 1 na svjetskoj ljestvici u svojoj kategoriji.
|  | - Lara Cvjetko (-70kg) - Barbara Matić (-70kg) |

## Ostalo
Treninzi džuda u Hrvatskoj započeli su 1951. s osnutkom džudo-kluba Zagreb (1952. promijenio ime u Mladost).
Najviše nastupa na OI ima Vojo Vujević (2), dok kod žena Marijana Mišković i Barbara Matić (1).
Hrvatski finali na OI, SP, EP/EI (kraj 2022.)
SP: 2022. Ž
EP/EI: - 
Rangovi turnira
pobjednik turnira dobiva (koeficijent turnira x 100) bodova

koeficijenti: 20 (Svjetsko prvenstvo), 18 (Masters), 10 (Olimpijske igre, Grand Slam), 7 (Europsko prvenstvo, Europske igre, Grand Prix), 1 (Continental Open), ? (Svjetske igre borilačkih sportova).

## Vanjske poveznice
- Web stranica saveza
- IJF ranking ljestvica

### Međunarodna natjecanja u Hrvatskoj
| Turniri s barem 15 izdanja ili 1. turniri svoje vrste u Hrvatskoj ili turniri posebni u europskim razmjerima | Turniri s barem 15 izdanja ili 1. turniri svoje vrste u Hrvatskoj ili turniri posebni u europskim razmjerima | Turniri s barem 15 izdanja ili 1. turniri svoje vrste u Hrvatskoj ili turniri posebni u europskim razmjerima | Turniri s barem 15 izdanja ili 1. turniri svoje vrste u Hrvatskoj ili turniri posebni u europskim razmjerima | Turniri s barem 15 izdanja ili 1. turniri svoje vrste u Hrvatskoj ili turniri posebni u europskim razmjerima | Turniri s barem 15 izdanja ili 1. turniri svoje vrste u Hrvatskoj ili turniri posebni u europskim razmjerima |
| Tip | Naziv turnira                                                                                                | Lokacija | 1. izdanje                                                                                                   | Zadnje izdanje                                                                                               | Bilješke |
| --- | --- | --- | --- | --- | --- |
| adapted | Adapted judo serija u Hrvatskoj                                                                              | Velika Gorica                                                                                                | 2024. | održava se                                                                                                   | dio međunarodne serije od 4 turnira u adapted judu pod nazivom EJU Get Together Tour koja je pokrenuta 2024.; prvi turnir te serije održan je u Velikoj Gorici pa je tako taj tunir postao prvi službeni međunarodni turnir u adapted judu; EJU je 2023. započela sa službenim razvojem adapted juda kada je održano test natjecanje u Venrayu te su na njemu usvojena pravila za adapted; |
| | EJU Ne-waza Trophy u Hrvatskoj                                                                               | | 2025. | održava se                                                                                                   | prvi uopće EJU Ne-waza Trophy održan je u Rijeci; ne-waza borbe prema prilagođenim IJF sportskim i organizacijskim pravilima (SOR); |
| | Europski kadetski judo kup u Hrvatskoj / EJU TOP Cadets / European Cadet Cup                                 | više | 2007. | održava se                                                                                                   | Poreč, Zagreb; bio dio IJF World Cadet Tour-a - turniri najviše razine za judaše i judašice do 18 godina (kadetska „A serija“ natjecanja); po broju natjecatelja, broju država sudionica te zbog odlične organizacije je bio Top 3 turnir u World Touru za kadete; |
| | Europski judo tour u Hrvatskoj                                                                               | | barem 2015.                                                                                                  | održava se                                                                                                   | Dubrovnik; |
| | Svjetska judo serija u Hrvatskoj                                                                             | više | 2013. | održava se povremeno                                                                                         | Rijeka, Zagreb; |
| | Svjetski judo kup u Hrvatskoj                                                                                | više | barem 1989.                                                                                                  | ? | Dubrovnik; |
| | | | | | |
| | Adria kup Makarska                                                                                           | Makarska | . | održava se                                                                                                   | |
| | Božićni judo turnir                                                                                          | više | 1992. | održava se                                                                                                   | Solin, Split; |
| kata | Croatia Kata Open                                                                                            | Rijeka | 2014. | održava se                                                                                                   | [ 16 ] [ 17 ] |
| | Croatia Open                                                                                                 | više | 1992. | održava se                                                                                                   | Solin, Split; |
| | Dubrovnik Open                                                                                               | Dubrovnik | 1997. | održava se                                                                                                   | ekipno natjecanje; |
| | Grand Prix Zagreb                                                                                            | Zagreb | barem 2014.                                                                                                  | održava se                                                                                                   | dio Svjetske judo serije; |
| | Higl Open / Memorijal Željko Higl                                                                            | Vinkovci | 2005. | održava se                                                                                                   | dvije godine nije održavan; |
| | Kup braće Radić                                                                                              | Botinec, Zagreb                                                                                              | 1991. | održava se                                                                                                   | |
| | Kup državnosti / Kup državnosti Republike Hrvatske u judu                                                    | Samobor | 1991. | održava se                                                                                                   | [ 22 ] [ 23 ] |
| | Kup Dugava                                                                                                   | više | 2006. | održava se                                                                                                   | Velika Gorica, Zagreb; |
| | Kup Jadrana                                                                                                  | Split | 1991. | održava se                                                                                                   | najstariji(??) hrvatski judaški turnir; |
| | Kup Jaska | Jastrebarsko                                                                                                 | 2000. | održava se                                                                                                   | [ 28 ] |
| | Kup Lika | Zagreb | 1993. | održava se                                                                                                   | [ 29 ] [ 30 ] |
| | Kup Makarske – memorijal Tajmir Nola                                                                         | Makarska | 2012. | održava se                                                                                                   | [ 31 ] |
| | Kup Mokošice                                                                                                 | Mokošica | 2007. | održava se                                                                                                   | [ 32 ] |
| | Kup Sv. Ante                                                                                                 | Podstrana | . | održava se                                                                                                   | |
| | Kup Sv. Duje                                                                                                 | Split | 2005. | održava se                                                                                                   | [ 33 ] |
| | Labinska republika                                                                                           | Labin | 1986. | održava se                                                                                                   | [ 34 ] [ 35 ] [ 36 ] |
| | Međunarodni judo kup Maksimir                                                                                | Zagreb | 1996. | održava se                                                                                                   | [ 37 ] [ 38 ] |
| | Međunarodni judo turnir "Sv. Vid"                                                                            | Rijeka | 2004. | održava se                                                                                                   | [ 39 ] [ 40 ] |
| | Međunarodni Kup Dubrovnika / Europski seniorski judo kup Dubrovnik                                           | Dubrovnik | 2006. | održava se                                                                                                   | od 2015. u kalendaru EJU te postaje Europski judo kup Dubrovnik; |
| | Međunarodni Kup Samobora                                                                                     | Samobor | 1992. | održava se                                                                                                   | [ 44 ] [ 45 ] |
| | Međunarodni memorijal Josipa Potneka                                                                         | Osijek | 2006. | održava se                                                                                                   | nije održavan dvije godine; |
| | Memorijal Boris Vrbetić - Bobo                                                                               | Duga Resa | 2010. | održava se                                                                                                   | [ 48 ] |
| | Memorijalni turnir Dragutin Krželj                                                                           | Split | 2013. | održava se                                                                                                   | [ 49 ] |
| | Memorijalni turnir "Mario Zebić" / Kup Kaštela - Memorijalni turnir "Mario Zebić"                            | više | 2001. | održava se                                                                                                   | Kaštel Stari, Kaštel Sućurac; |
| | Požega Open                                                                                                  | Požega | 1998. | održava se                                                                                                   | [ 53 ] |
| | Sakura kup                                                                                                   | Sveta Nedelja                                                                                                | 2011. | održava se                                                                                                   | [ 54 ] |
| | Salona Open                                                                                                  | Solin | 2002. | održava se                                                                                                   | [ 55 ] |
| | Split Open                                                                                                   | Split | 2007. | održava se                                                                                                   | [ 56 ] |
| | Trofej Marjan                                                                                                | Split | 2012. | održava se                                                                                                   | [ 57 ] |
| | Turnir prijateljstva                                                                                         | Krk | 1991. | održava se                                                                                                   | [ 58 ] |
| | Turopoljska frka                                                                                             | Velika Gorica                                                                                                | 1998. | održava se                                                                                                   | [ 59 ] |
| | Uskršnji judo turnir                                                                                         | više | 1992. | održava se                                                                                                   | Solin, Split; |
| | Zagreb Open (judo)                                                                                           | Zagreb | 2002. | održava se                                                                                                   | postao European Judo Open turnir 2021., odnosno Zagreb European Open; |